# Cosmogonie glaciaire

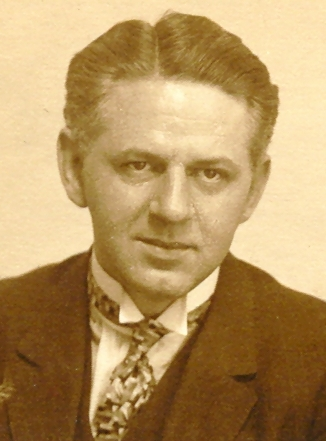
Hans Hörbiger.

La cosmogonie glaciaire (également appelée théorie de la glace cosmique, en allemand : Welteislehre [ˈvɛltʔaɪ̯sˌleːʀə]) est une pseudo science fondée par l'ingénieur autrichien Hans Hörbiger (1860-1931) et le scientifique Philipp Fauth (1867-1941) qui énoncent que la plupart des corps de l'univers sont constitués de glace. La théorie est soutenue par le régime nazi qui créé une division de recherche sur le sujet sous la direction de Hans Robert Scultetus afin d'en faire une doctrine nazie officielle.

## Théorie
D'après Hörbiger, l'univers connaît un dualisme constant entre le feu et la glace. Les planètes et satellites seraient des débris issus de chocs entre des soleils géants et des planètes de glace géantes. Parmi les théories expliquant le système solaire et la galaxie, la planète terre aurait attiré déjà trois lunes qui se seraient finalement écrasées sur cette dernière, et la lune actuelle est la quatrième à avoir été capturée. La thèse contredit des faits astronomiques et physiques et est rejetée par la communauté scientifique déjà à l'époque.

## Histoire
Selon ses propres dires, Hörbiger observait la Lune lorsqu'il fut frappé par l'idée que la luminosité et la rugosité de sa surface étaient dues à la glace. Peu après, il a fait un rêve dans lequel il flottait dans l'espace et observait le balancement d'un pendule qui s'allongeait de plus en plus jusqu'à ce qu'il se brise. "Je savais que Newton s'était trompé et que l'attraction gravitationnelle du soleil cessait d'exister à trois fois la distance de Neptune", conclut-il. Il élabore ses concepts en collaboration avec l'astronome amateur et instituteur Philipp Fauth, rencontré en 1898, et les publie sous le titre Glazial-Kosmogonie en 1912. Fauth avait déjà produit une grande carte lunaire (bien qu'un peu inexacte) et avait un public considérable, ce qui conférait aux idées de Hörbiger une certaine respectabilité.
À l'époque, le projet n'a pas reçu beaucoup d'attention, mais après la Première Guerre mondiale, Hörbiger a décidé de changer de stratégie en promouvant la nouvelle "vérité cosmique" non seulement auprès des universités et des académies, mais aussi auprès du grand public. Hörbiger pensait que si les "masses" acceptaient ses idées, elles pourraient alors exercer une pression suffisante sur l'establishment académique pour faire passer ses idées dans le courant dominant. Aucun effort n'a été épargné pour populariser ces idées : des sociétés "cosmotechniques" ont été fondées, qui proposaient des conférences publiques attirant un large public, des films et des émissions de radio sur la glace cosmique, et même des revues et des romans sur la glace cosmique.
Au cours de cette période, le nom de Glazial-Kosmogonie, d'origine gréco-latine, a été remplacé par celui de Welteislehre [WEL] ("théorie de la glace mondiale"). Les adeptes de la WEL ont exercé une forte pression publique en faveur de leurs idées[citation nécessaire] Le mouvement a publié des affiches, des brochures, des livres et même un journal, La clé des événements mondiaux. Les entreprises appartenant aux adeptes n'embauchaient que des personnes se déclarant convaincues de la véracité de la WEL[citation nécessaire] Certains adeptes assistaient même à des réunions astronomiques pour chahuter, en criant : "Dehors l'orthodoxie astronomique ! Donnez-nous Hörbiger !" 
Les partisans de cette idée étaient Houston Stewart Chamberlain, le principal théoricien à l'origine du développement du Parti national-socialiste en Allemagne en 1923, et plus tard Hitler et Himmler,. Les opinions ésotériques et pseudo-scientifiques étaient très populaires parmi l'élite nazie à l'époque, et la WEL les attirait parce qu'elle représentait une alternative "germanique" globale à une science naturelle perçue comme juive et sans âme.
Bien qu'Hitler ait affirmé que la WEL constituait une théorie "aryenne", un certain nombre d'intellectuels juifs ont soutenu la théorie : par exemple, l'auteur viennois Egon Friedell, qui a expliqué la théorie de la glace mondiale dans son Histoire culturelle de l'ère moderne de 1930,. Hans Schindler Bellamy, membre juif du parti social-démocrate autrichien, était également un partisan. Il a continué à défendre ce point de vue après avoir fui Vienne à la suite de l'Anschluss. Du côté de la gauche, Raoul Hausmann soutient également la théorie et correspond avec Hörbiger.
Deux organisations sont créées à Vienne autour de cette idée : la Kosmotechnische Gesellschaft et l'Institut Hörbiger La première est créée en 1921 par un groupe d'adeptes enthousiastes de l'idée, composé d'ingénieurs, de médecins, de fonctionnaires et d'hommes d'affaires. La plupart d'entre eux connaissaient personnellement Hörbiger et avaient assisté à ses nombreuses conférences.

## Antisémitisme et rhétorique anti-science
Face aux critiques, Hörbiger déclare que : « vous faites confiance aux formules mais pas à moi ? » et « combien de temps vous faudra-t-il pour comprendre que les mathématiques sont un mensonge sans valeur aucune ? »
Hörbiger décrit avoir élaboré sa théorie après un rêve dans lequel il s'était vu flottant dans l'espace face à un pendule qui grandissait de plus en plus avant de se briser. Il en avait conclu « J'ai su que Newton avait tort et que la gravitation du soleil cessait dès que l'on dépassait trois fois la distance de Neptune.»
Ces théories volontairement anti-scientifiques s'opposent à l'époque à ce que les nazi appellent la physique juive.

## Regain d'intérêt de la théorie
Les théories popularisées par le régime nazi mêlant l’ésotérisme et la science suscitent l’intérêt du public pendant les années 1970, donnant lieu à de nombreuses publications bon marché sur la cosmogonie glaciaire.